# Bien Unido
Bien Unido is een gemeente in de Filipijnse provincie Bohol dat grotendeels op het gelijknamige eiland Bohol ligt. Bij de census van 2015 telde de gemeente ruim 27 duizend inwoners.

## Geografie

### Bestuurlijke indeling
Bien Unido is onderverdeeld in de volgende 15 barangays:
| - Bilangbilangan Dako - Bilangbilangan Diot - Hingotanan East - Hingotanan West - Liberty - Malingin - Mandawa - Maomawan | - Nueva Esperanza - Nueva Estrella - Pinamgo - Poblacion - Puerto San Pedro - Sagasa - Tuboran |

## Demografie
Bien Unido had bij de census van 2015 een inwoneraantal van 27.115 mensen. Dit waren 1.319 mensen (5,1%) meer dan bij de vorige census van 2010. Ten opzichte van de census van 2000 was het aantal inwoners gegroeid met 4.939 mensen (22,3%). De gemiddelde jaarlijkse groei in die periode kwam daarmee uit op 1,33%, hetgeen lager was dan het landelijk jaarlijks gemiddelde over deze periode (1,84%).

De bevolkingsdichtheid van Bien Unido was ten tijde van de laatste census, met 27.115 inwoners op 27,39 km², 990 mensen per km².